# Münchner Sicherheitskonferenz
Die Münchner Sicherheitskonferenz (englisch Munich Security Conference, MSC) ist eine seit 1963 jährlich im Februar in München stattfindende internationale Tagung, auf der Politiker, Militär- und Wirtschaftsvertreter, Nichtregierungsorganisationen (NRO) und Experten für sicherheitsrelevante Themen Gespräche außerhalb diplomatischer und protokollarischer Vorgaben führen. Sinn und Zweck ist das Debattieren über aktuelle Themen der Außen-, Sicherheits- und Verteidigungspolitik. Es ist das weltweit größte Treffen seiner Art. Frühere Bezeichnungen sind Wehrkundetagung sowie Münchner Konferenz für Sicherheitspolitik.
Tagungsort ist das Hotel Bayerischer Hof. Ausrichter ist die Stiftung Münchner Sicherheitskonferenz (gemeinnützige) GmbH.

## Geschichte und Funktion

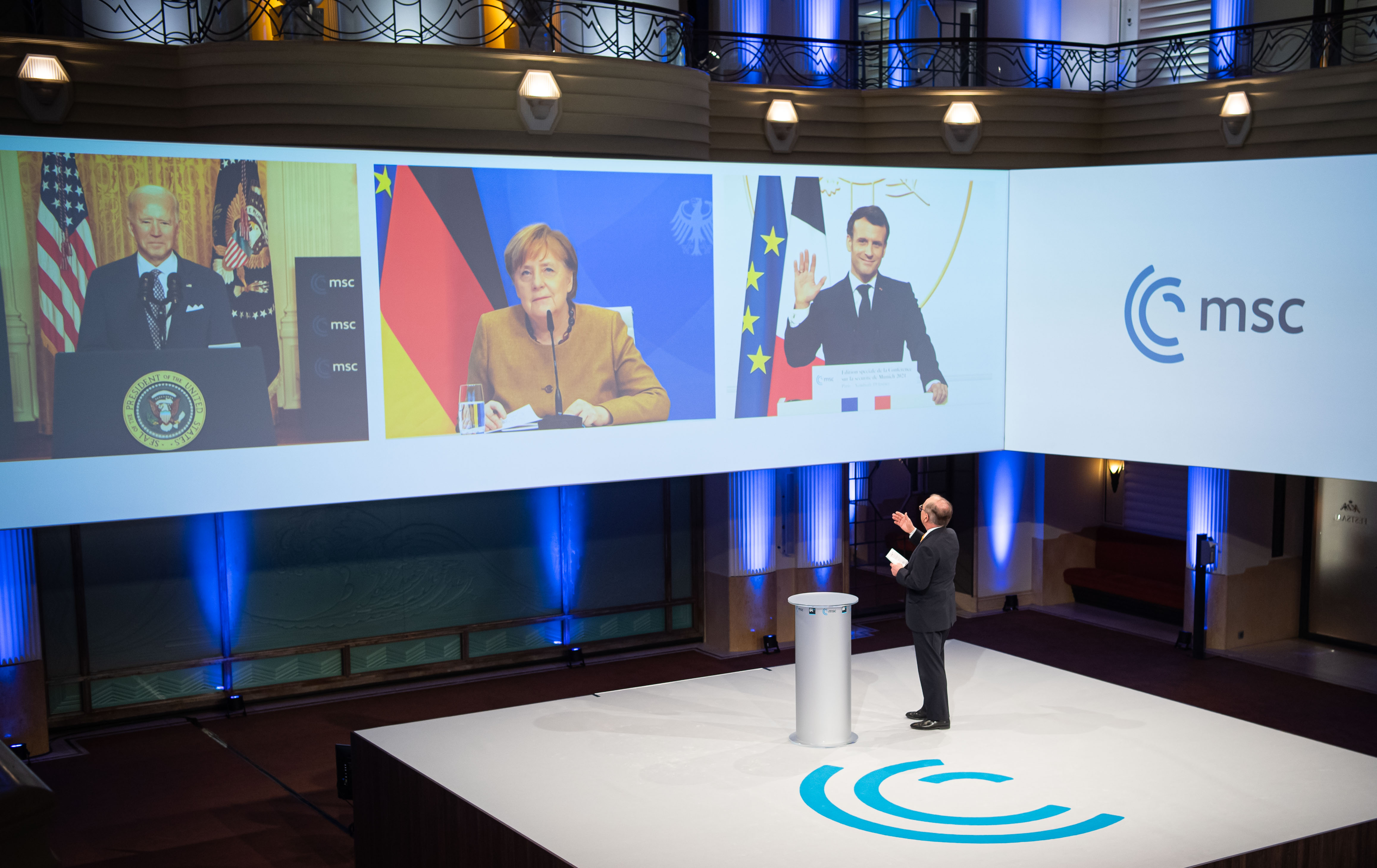
Joe Biden, Angela Merkel und Emmanuel Macron diskutieren die transatlantische Agenda auf der MSC Special Edition 2021

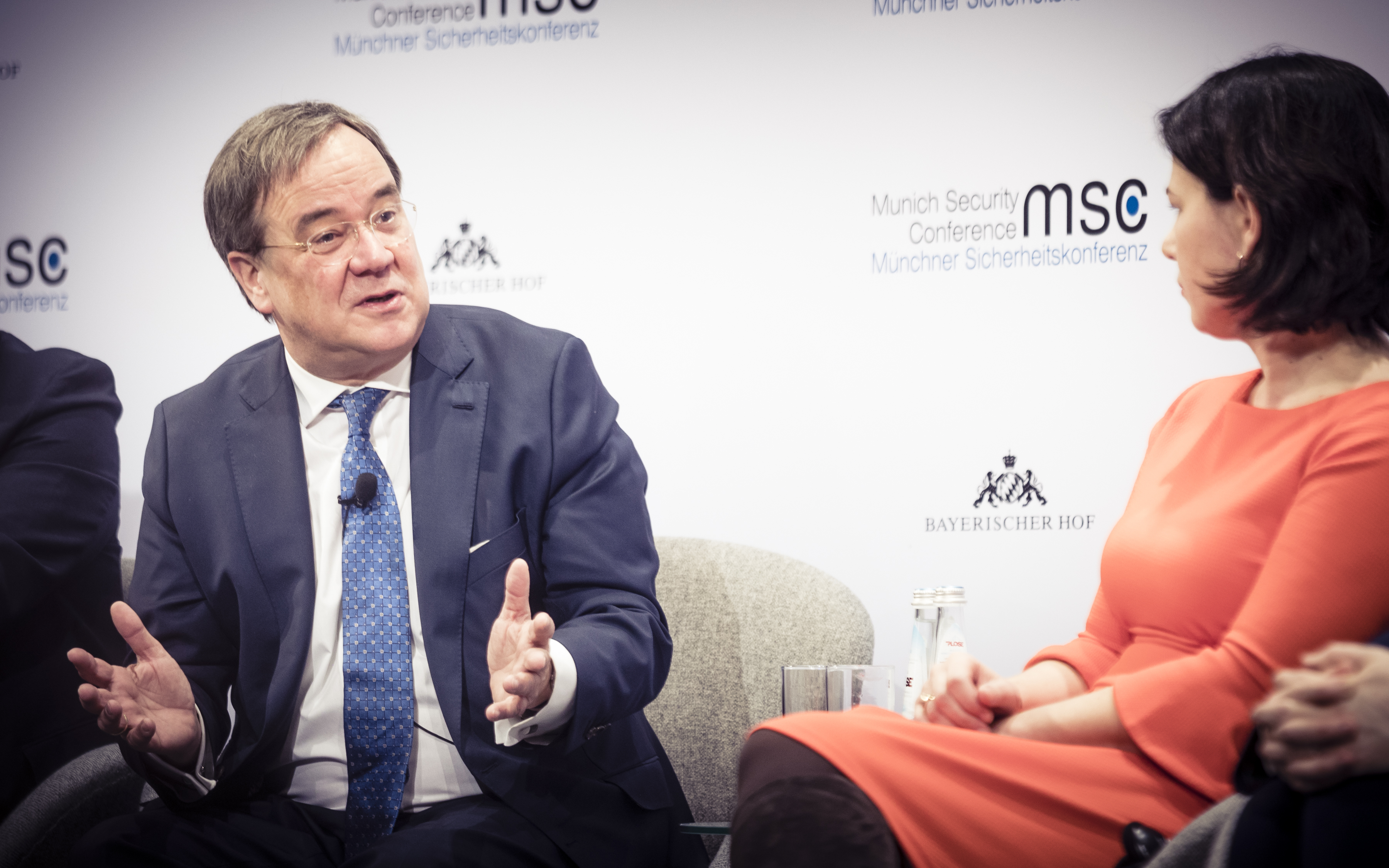
Armin Laschet und Annalena Baerbock bei einem Panel zur europäischen Sicherheitspolitik der 56. Münchner Sicherheitskonferenz (2020)

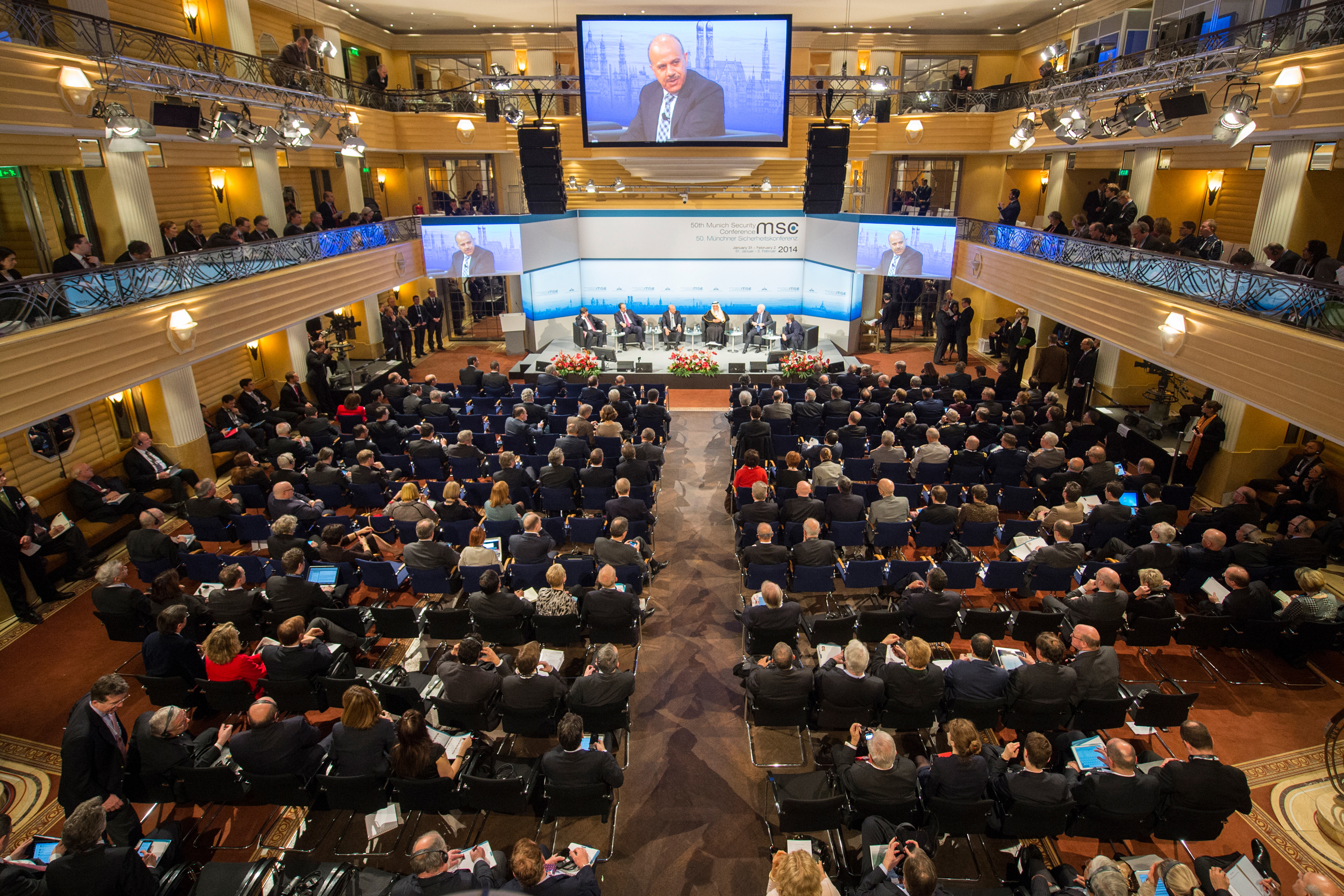
50. Münchner Sicherheitskonferenz (2014)

1963 wurde die Internationale Wehrkunde-Begegnung von Ewald-Heinrich von Kleist-Schmenzin initiiert. Der Widerstandskämpfer aus dem Stauffenberg-Kreis setzte sich dafür ein, militärische Konflikte wie den Zweiten Weltkrieg künftig zu verhindern. Das erste Treffen war auf etwa 60 Teilnehmer beschränkt, darunter Helmut Schmidt und Henry Kissinger.
Von Kleist leitete die Konferenzen bis 1998. Sein Nachfolger wurde der politische Beamte und Wirtschaftsmanager Horst Teltschik, der die Leitung von 1999 bis 2008 innehatte. Unter der Leitung von Teltschik öffnete sich die Sicherheitskonferenz ab 1999 für Politik-, Militär- und Wirtschaftsvertreter aus Mittel- und Osteuropa sowie aus Indien, Japan und der Volksrepublik China.
Von 2009 bis 2022 wurde die Konferenz von dem ehemaligen Diplomaten Wolfgang Ischinger geleitet. Ischinger gründete 2011 die Stiftung Münchner Sicherheitskonferenz gGmbH, deren Geschäftsführer und Vorsitzender er bis zur Übernahme der Position durch Botschafter Christoph Heusgen im Februar 2022 war. Heusgen wurde nach der Konferenz im Februar 2025 von Jens Stoltenberg abgelöst. Stoltenberg lässt den Posten aber ruhen, solange er Finanzminister in Norwegen ist. Stellvertretende Vorsitzende sind heute Botschafter Rainer Rudolph, Nachfolger von Botschafter Boris Ruge, und Benedikt Franke, der ebenfalls CEO ist.

### Die Konferenz
Die Sicherheitskonferenz ist privat organisiert und keine offizielle Regierungsveranstaltung. Sie dient ausschließlich der Diskussion unter den Teilnehmern, von denen sie auch zu diskreten Hintergrundgesprächen genutzt wird. Hinzu kommen weitere Treffen, die am Rande der Konferenzen organisiert werden. Viele dieser mehr als 100 Nebenveranstaltungen werden zusammen mit NGOs durchgeführt, darunter Transparency International, Greenpeace oder Amnesty International.
Es werden auf der Sicherheitskonferenz keine verbindlichen zwischenstaatlichen Beschlüsse gefasst und auch keine Abschluss-Kommuniqués veröffentlicht.
Außergewöhnlich ist die Präsentation globaler politischer Entscheidungen, etwa durch den Austausch der Ratifizierungsurkunden zum START-Abrüstungsabkommen zwischen den USA und Russland, zu dem es 2011 am Rande der Sicherheitskonferenz kam.
Seit ihrer Gründung fand die Münchner Sicherheitskonferenz nahezu jedes Jahr statt. Es gab vier Jahre ohne Konferenz: 1965, da die Tagung vom Jahresende zum Jahresanfang des Folgejahrs gelegt wurde, 1991 aufgrund des Zweiten Golfkriegs, 1997 infolge des Abschieds Kleist-Schmenzins als Vorsitzender und 2021 aufgrund der Corona-Pandemie, als stattdessen eine virtuelle Veranstaltung stattfand.
2014 wurde die Gauck-Rede zu Deutschlands Rolle in der Welt zur Eröffnung der Konferenz gehalten.
Im Vorfeld der Konferenz erscheint seit 2015 jährlich der Munich Security Report, der eine Diskussionsgrundlage für die Münchner Sicherheitskonferenz bietet.
Die University of Pennsylvania zeichnete die Münchner Sicherheitskonferenz 2021 zum fünften Mal als weltweit beste Think Tank Conference aus.
Zuletzt reisten für die 61. Münchner Sicherheitskonferenz 2025 mehr als 700 Gäste an, die unter dem Motto „Multipolarization“ des zuvor veröffentlichten MSR 2025 stattfand. Für zahlreiche Reaktionen sorgte insbesondere die Rede von US-Vizepräsident JD Vance.

## Weitere Veranstaltungen
Neben der Hauptkonferenz im Februar, richtet die Münchner Sicherheitskonferenz eine Vielzahl an weiteren Veranstaltungen aus.
Munich Leaders Meetings
Seit 2009 finden jährlich ein bis zwei Munich Leaders Meetings in verschiedenen Hauptstädten der Welt statt. Ein begrenzter Teilnehmerkreis diskutiert aktuelle außen- und sicherheitspolitische Herausforderungen mit besonderem Fokus auf einen bestimmten regionalen Kontext. Diese Treffen wurden vorher als „Core Group Meetings“ bezeichnet.
Munich Strategy Retreats
Ein ausgewählter Kreis von 30 bis 50 Experten, Führungskräften und Denkern, der in einem privaten nichtöffentlichen Rahmen zusammenkommt, um Empfehlungen zu den aktuellsten sicherheitspolitischen Herausforderungen zu entwickeln.
Roundtables
Regelmäßige Roundtable-Veranstaltungen finden mit unterschiedlich hohen Teilnehmerzahlen sowohl im Rahmen internationaler Treffen und Veranstaltungen als auch als eigenständige Events statt. Mehrere Roundtables können in Form eines „Summit“ und einzelne „Conversations“ zum Teil auch in virtueller Form ausgerichtet werden. Die thematischen Schwerpunkte reichen von europäischer Verteidigungspolitik bis zu Cybersicherheit und Themen der menschlichen Sicherheit.
Innovation Board
2021 wurde das MSC Security Innovation Board ins Leben gerufen, das eine Gruppe von Experten aus dem Technologie- und dem verteidigungspolitischen Bereich zusammenbringt, um den Austausch über Innovation im sicherheitspolitischen Bereich zu fördern.

## Auszeichnungen & Netzwerke

### Ewald-von-Kleist-Preis
Seit 2009 wird der Ewald-von-Kleist-Preis an Personen verliehen, die sich in besonderer Weise „für Frieden und Konfliktbewältigung“ eingesetzt haben. Preisträger erhalten eine Medaille mit der Inschrift „Frieden durch Dialog“. Von 2005 bis 2008 wurde der Preis unter diesem Namen vergeben. Zu den letzten Preisträgern gehören Jens Stoltenberg (2022), Finnland und Schweden (2023) sowie Mia Amor Mottley und John F. Kerry (2024).

### John McCain Dissertation Award
Seit 2019 werden auf der Münchner Sicherheitskonferenz bis zu zwei politikwissenschaftliche Dissertationen ausgezeichnet, die ihren Schwerpunkt auf den transatlantischen Beziehungen haben. Die Auszeichnung wird in Gedenken an John McCain gemeinsam mit den Partnern, der Hochschule für Politik München, dem Geschwister-Scholl-Institut, der Universität der Bundeswehr und dem McCain Institute vergeben. Der Preis umfasst u. a. die Teilnahme an Veranstaltungen der MSC sowie ein Preisgeld in Höhe von bis zu 10.000 Euro.

### Women Parliamentarians Program
Beginnend mit der Münchner Sicherheitskonferenz 2023 vernetzt das Programm eine neue Generation von Entscheidungsträgerinnen aus dem Deutschen Bundestag und dem Europäischen Parlament. Ein ausgewählter Kreis von parteiübergreifenden Mandatsträgerinnen entwickelt ein Jahr lang neue Ideen für die deutsche Außen-, Sicherheits- und Entwicklungspolitik in verschiedenen Formaten.

### Munich Young Leaders
Im Jahr 2009 wurden die Munich Young Leaders erstmals in Zusammenarbeit mit der Körber-Stiftung ins Leben gerufen. Diese jährlich parallel zur Sicherheitskonferenz stattfindende Roundtable-Reihe soll die nächste Generation von Entscheidern direkt in den Hauptteil der Konferenz einbinden. Die Tagesordnungen der Roundtables sowie die Teilnehmer- und Referentenlisten werden online veröffentlicht.

## Kritik

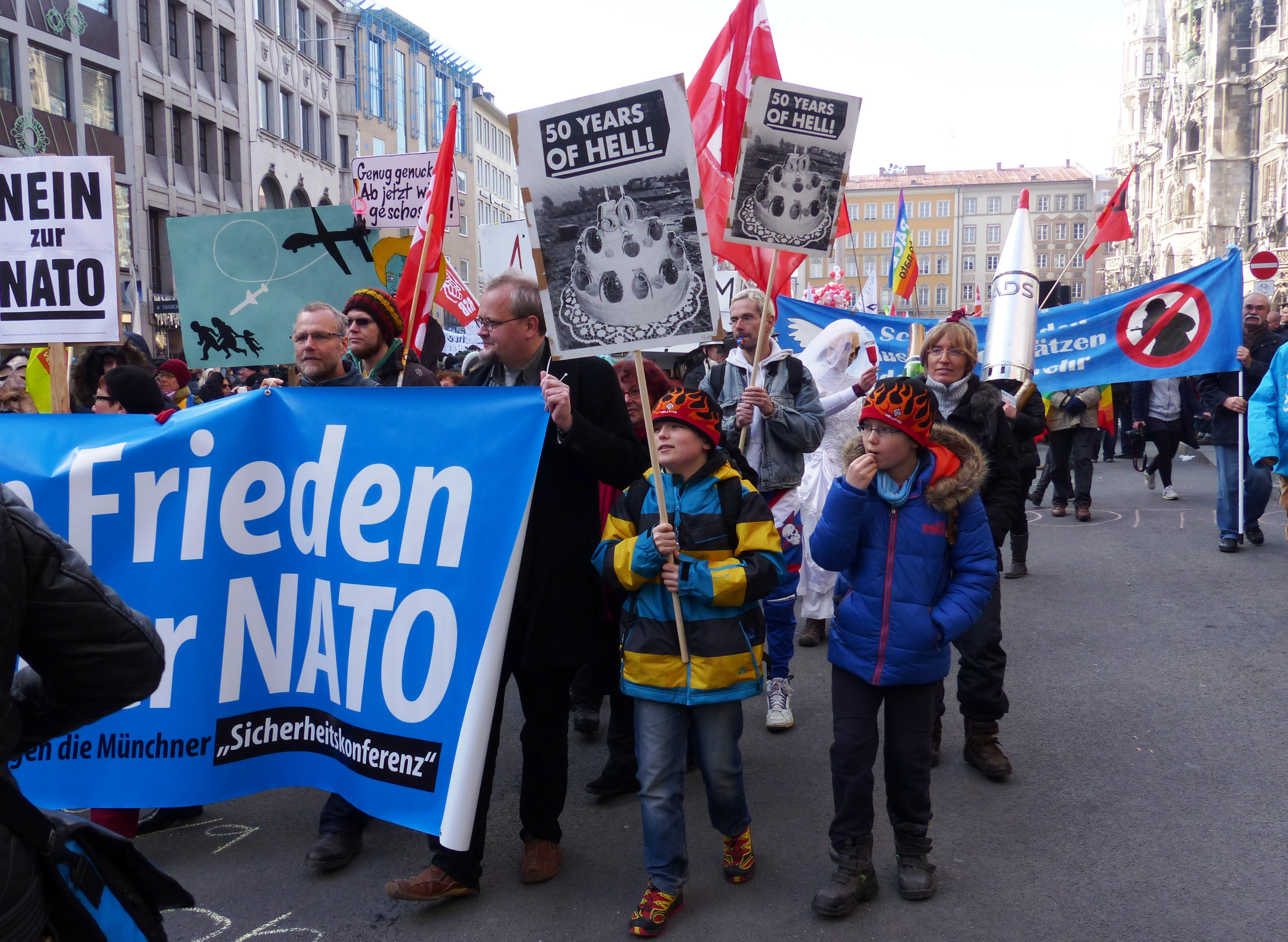
Demonstration 2014

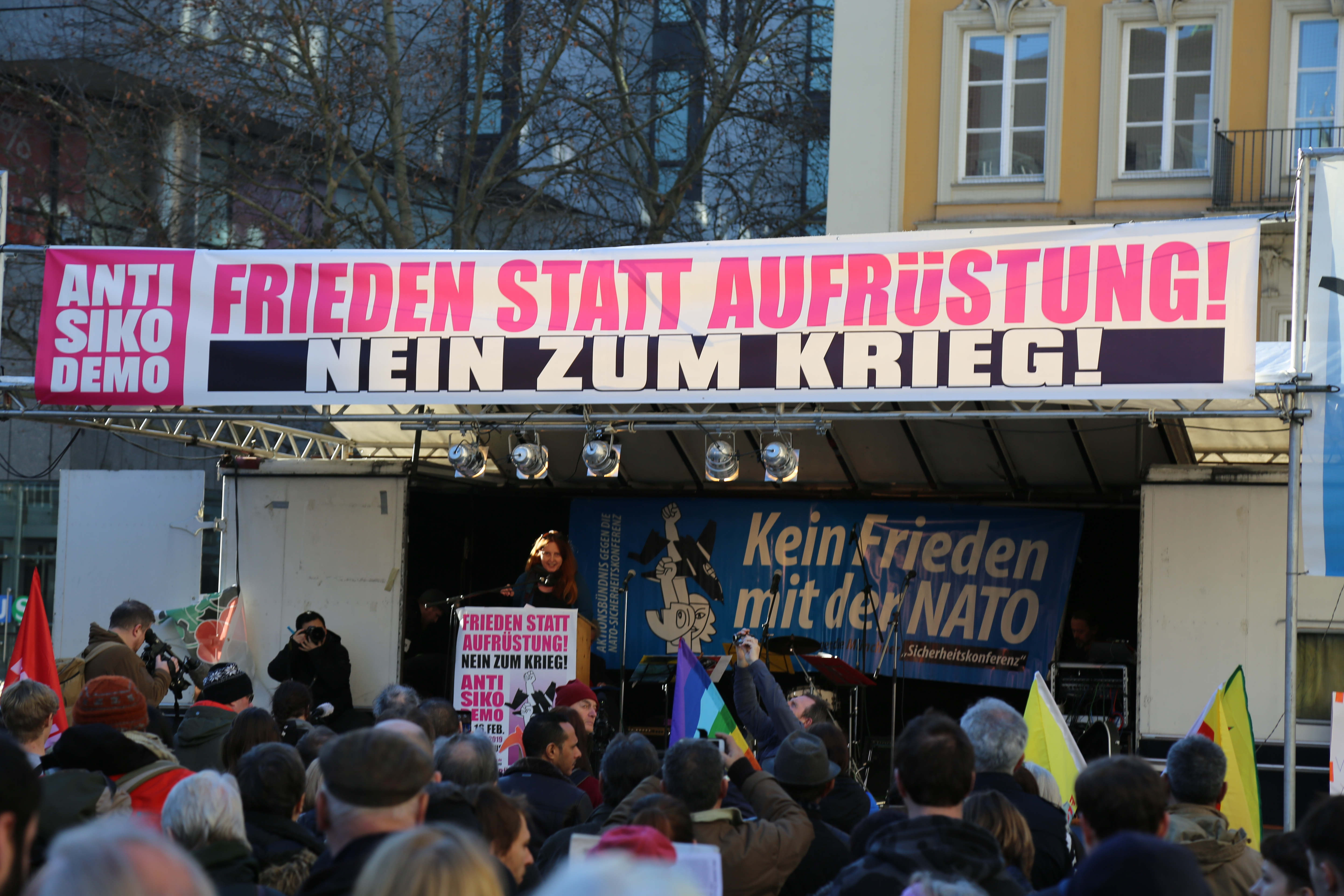
Kundgebung 2019

Die Konferenz wird jedes Jahr von Protesten durch Friedensinitiativen und Rüstungsgegner begleitet. Im Februar 2002 wurden über 750 Menschen in Gewahrsam genommen, weil sie sich an den verbotenen Protesten beteiligten, das DGB-Haus wurde für mehrere Stunden von der Polizei umstellt. Zusätzlich kam es mehrmals, teilweise bundesweit, zu Hausdurchsuchungen im Rahmen der Sicherheitskonferenz. Im Jahr 2003 demonstrierten 35.000 Menschen gegen den bevorstehenden Irakkrieg. 2004 registrierten Mitglieder der Deutschen Journalistinnen- und Journalisten-Union Übergriffe auf Journalisten.
Das globalisierungskritische Netzwerk Attac kritisiert die „militärische Ausrichtung“ der Konferenz. Zum Schutz der Teilnehmer muss daher eine hohe Anzahl von Polizeikräften aufgeboten werden, so die Veranstalter; im Jahr 2009 waren es 3500. Des Weiteren werden mehrere hundert Soldaten der Bundeswehr für logistische Unterstützungsleistungen bereitgestellt. Rudolf Stumberger kritisierte in der Zeitschrift Stern die damit verbundenen Kosten. Seit 2003 wird als Gegenveranstaltung zeitgleich die Internationale Münchner Friedenskonferenz durchgeführt. Die Internet-Zeitung ngo-online kritisierte 2007 Bemerkungen des damaligen Sicherheitskonferenzvorsitzenden in Bezug auf das Demonstrationsrecht und den Ausschluss kritischer Positionen und Parteien von der Sicherheitskonferenz. Ein Foto vom „CEO-Lunch“ am Rande der Sicherheitskonferenz im Jahr 2022 löste Kritik aus, weil unter den etwa 30 Anwesenden keine einzige Frau oder Person of Color war.

## Finanzierung
An der Finanzierung der Vorbereitung, Durchführung und Nachbereitung der Münchner Sicherheitskonferenz beteiligt sich auch die Bundesregierung. Im Jahr 2014 bezifferte sie die Kosten der Veranstaltung auf 1,1 Mio. Euro (ohne Personal) und übernahm selbst 350.000 Euro davon. 2019 und 2020 übernahm das Bundespresseamt jeweils ca. 0,5 Mio. Euro, das Verteidigungsministerium unterstützte die Stiftung Münchner Sicherheitskonferenz mit jährlich 1 Mio. Euro und die personellen Unterstützungsleistungen durch die Bundeswehr sowie das Verteidigungsministerium wurden mit jährlich ca. 1 Mio. Euro angegeben. Weiterhin fördert die Stadt München die Konferenz. Die bayerische Staatsregierung veranschlagte für die Münchner Sicherheitskonferenz in den Jahren 2019 und 2020 nach eigenen Angaben 245.000 Euro an Ausgaben, die innerhalb des Haushalts der Stadt München, sowie dem Bundesland Bayern vermerkt werden.
Die Konferenz wird auch vom Partner Siemens Energy sowie den Associate Partnern Allianz SE, BMW, Hensoldt und Krauss-Maffei Wegmann unterstützt. Zu den NGO-Partnern der Veranstaltung zählen u. a. die Bill & Melinda Gates Foundation, der Bundesverband der Deutschen Industrie, die Robert Bosch Stiftung und der Wellcome Trust.
Nach der Umstrukturierung der Münchner Sicherheitskonferenz GmbH zu einer gemeinnützigen GmbH im Jahr 2011 wurde 2019 zusätzlich die Stiftung Münchner Sicherheitskonferenz gegründet.
Ischinger brachte sein Geschäftskapital ein, der Freistaat Bayern eine Million Euro und der Bund beteiligte sich mit zwei Millionen Euro. Vorsitzender des Stifterkreises ist Botschafter Christoph Heusgen.

## Advisory Council

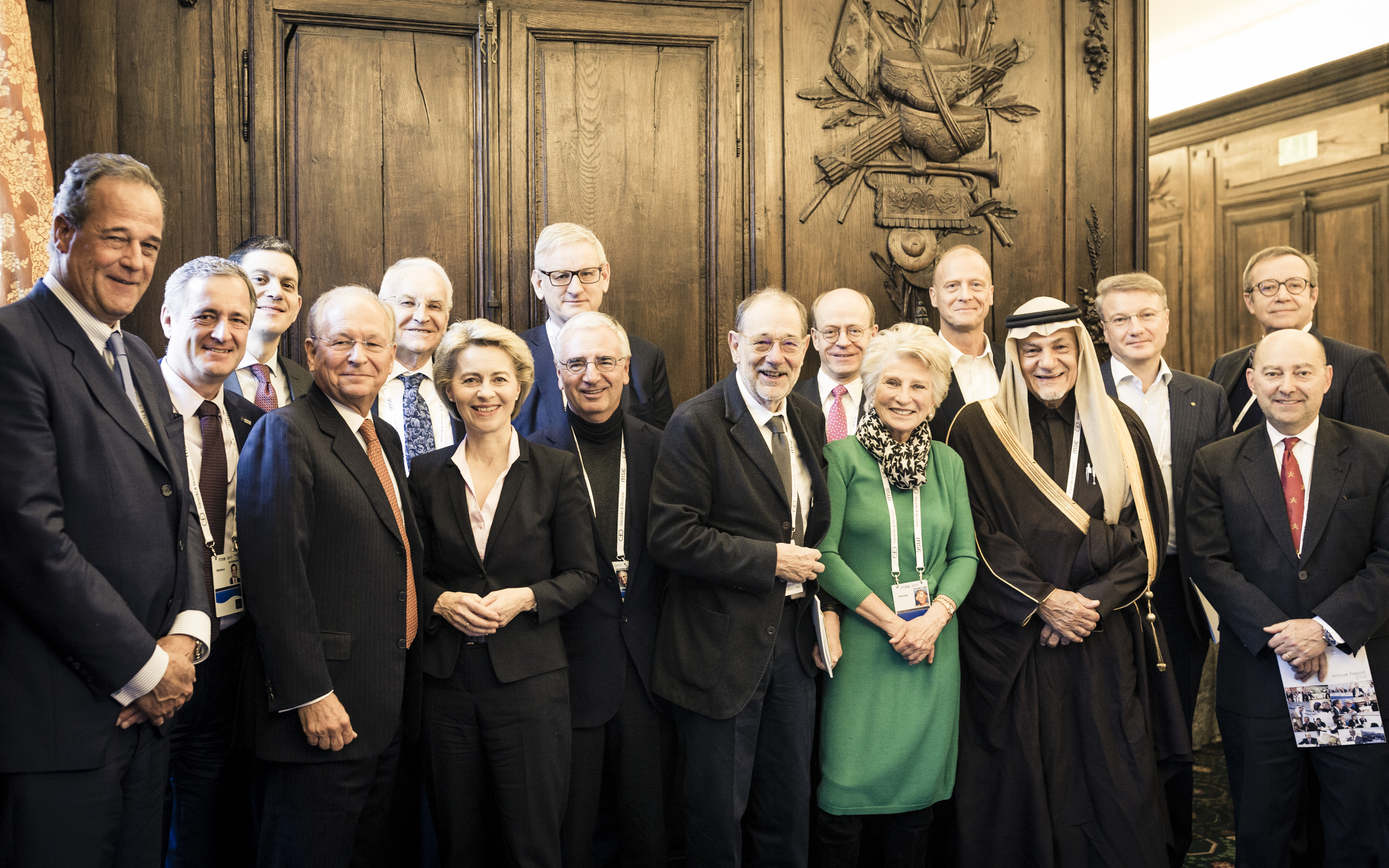
Mitglieder des Advisory Council während der 55. MSC

Mit dem Advisory Council wurde 2009 ein MSC-Beirat gegründet, der den Vorsitzenden bei der strategischen Ausrichtung und Entwicklung der Sicherheitskonferenz unterstützt. Dem Beirat gehören angesehene Persönlichkeiten aus dem öffentlichen und privaten Sektor an.
Vorsitzender des Advisory Councils ist Joe Kaeser, Aufsichtsratsvorsitzender von Siemens Energy.
Die weiteren Mitglieder sind:
- Paul Achleitner, früherer Vorsitzender des Aufsichtsrats der Deutschen Bank
- Oliver Bäte, Vorsitzender des Vorstands der Allianz SE
- Carl Bildt, ehemaliger Premierminister und ehemaliger Außenminister von Schweden
- Josep Borrell, ehemaliger Hoher Vertreter der Europäischen Union für Außen- und Sicherheitspolitik und Vizepräsident der Europäischen Kommission
- Thomas Enders, Präsident der Deutschen Gesellschaft für Auswärtige Politik, ehemaliger Vorstandsvorsitzender der Airbus Group
- Fu Ying, Vorsitzende des Auswärtigen Ausschusses im Nationalen Volkskongress, Volksrepublik China, Peking
- Arancha González Laya, Dekanin, Paris School of International Affairs, Sciences Po; ehemalige Außenministerin des Königreich Spaniens, Paris
- Jane Harman, Direktorin, Präsidentin und Vorstandsvorsitzende des Woodrow Wilson International Center for Scholars
- Kersti Kaljulaid, Global Advocate des UN-Generalsekretärs, Every Woman Every Child; ehemalige Präsidentin der Republik Estland; Mitglied des Security Innovation Board, Münchner Sicherheitskonferenz, Tallinn
- John Kerry, US-amerikanischer Politiker, ehemaliger Außenminister der Vereinigten Staaten
- Gabrielius Landsbergis, ehemaliger Außenminister Litauen
- David Miliband, Präsident und Vorstandsvorsitzender des International Rescue Committee, ehemaliger Außenminister des Vereinigten Königreichs
- Federica Mogherini, ehemalige Hohe Vertreterin der EU für Außen- und Sicherheitspolitik, Rektorin des College of Europe in Brügge
- Louise Mushikiwabo, ehemalige Außenministerin von Ruanda, Generalsekretärin der Organisation internationale de la Francophonie
- Raychelle Omamo, Ehemalige Außenministerin, Republik Kenia, Nairobi
- Nancy Pelosi, Ehemalige Sprecherin des Repräsentantenhauses der Vereinigten Staaten von Amerika, Washington, D.C.
- Boris Pistorius, Bundesminister der Verteidigung, Bundesrepublik Deutschland, Berlin
- Radosław Sikorski, Außenminister und ehemaliger Verteidigungsminister Polens, Senior Fellow an der Harvard University
- Ine Eriksen Søreide, Vorsitzende des Ausschusses für Auswärtige Angelegenheiten und Verteidigung, Parlament des Königreichs Norwegen; ehemalige Außenministerin des Königreichs Norwegen, Oslo

(Stand 23. April 2025)

## Rundfunkberichte
- Rolf Clement: 50. Münchner Sicherheitskonferenz – Der diskrete Charme der Macht. In: Deutschlandfunk – „Hintergrund“ vom 30. Januar 2014